# Ivatuba
Ivatuba es un municipio brasileño del estado del Paraná. Integra a Región Metropolitana de Maringá.

## Toponimia
Ivatuba es un vocablo tupí que significa pomar, así como Ibatiba. De ybá: árbol fructífero, fruto; y tyba: sitio donde hay mucha abundancia de alguna cosa.
Fue creado a través de la Ley Estatal nº4245, del 25 de julio de 1960, e instalado el 18 de diciembre de 1961, y separado de Maringá.

## Geografía
Posee un área de 96,786 km² representando 0,0486 % del estado, 0,0172 % de la región y 0,0011 % de todo el territorio brasileño. Se localiza a una latitud 23°37′8″ sur y a una longitud 52°13'15" oeste, estando a una altitud de 340 metros. Su población estimada en 2010 es de 3003 habitantes.

### Demografía
Datos del censo - 2000
Población total: 2796
- Urbana: 1926
- Rural: 870
- Hombres: 1347
- Mujeres: 1449

Índice de Desarrollo Humano Municipal (IDH-M): 0,768
- Idh salario: 0,700
- Idh longevidad: 0,722
- Idh educación: 0,882

## Administración
- Prefecto: Robson Ramos (PSC) (2013/2016)
- Viceprefecto: Simone Gonzales Sagrilo (PT)
- Presidente de la Cámara: (2013/2016): Rosangela Cordeiro Mori (PSD)